# 발키리 (스타크래프트)
발키리(영어: Valkyrie)는 스타크래프트 종족인 테란의 유닛이다. 우주공항에서 생산이 가능하다.

## 특징
발키리는 스타크래프트, 스타크래프트 리마스터, 스타크래프트 2에서도 모두 Valkyrie란 영단어를 한글로 그대로 음역한 발키리로 불린다. 스타크래프트 오리지널엔 존재하지않으며 스타크래프트 브루드워 확장팩에서 새로이 추가된 유닛으로 공대공만 가능한 공중 유닛이다. 발키리는 광륜 로켓이란 미사일을 날려 공격하며 발키리의 공중 공격은 광역 공격이 된다. 처음 등장한 것은 스타크래프트 테란 미션 6이며 지구 집정 연합인 UED가 처음으로 사용한 유닛이다. 테테전에서는 레이스를 상대할 때 주로 사용하며 테저전에서는 뮤탈리스크를 상대하거나 저그와 공중전을 할 때 주로 사용한다. 섬맵과 같이 공중전이 주가 되는 맵에서는 발키리가 주력 유닛으로 사용되며 공대지가 안된다는 단점이 있지만 지상전에서 최강인 유닛인 시즈 탱크와 조합하게 되면 이러한 단점을 상쇄할 수 있다. 기본적인 능력치는 체력 200이고 기본 방어력이 2인 유닛이다. 미네랄:250, 가스:125에 인구수 3을 소모하며 생산에 필요한 건물은 아머리이다. 스타크래프트 2에서는 미네랄만 30으로 저렴해졌지만 대신 체력이 125로 전작보다 더 낮아졌고 기본 방어력은 0이 되었다.

## 같이 보기
- 스타크래프트
- 테란